# Cárcel Municipal de León (Guanajuato)
El edificio de la antigua cárcel municipal de Guanajuato está ubicado en la intersección de las calles Justo Sierra y Belisario Domínguez, en la ciudad de León, Guanajuato, México. Desde su fundación ha funcionado como hospital, hospicio, cárcel, biblioteca, centro cultural, escuela de música, escuela de artes plásticas y también actualmente como museo de las identidades leonesas. (en la actualidad ya no se usa como cárcel)

## Historia
Lo fundó el bachiller Alonso de Espino en 1582 y fue el primer hospital de la ciudad, con el nombre de "San Cosme y San Damián". El hospital fue trasladado al barrio de San Juan de Dios en 1617. 
En el siglo XVIII el edificio fue una finca virreinal propiedad de Cristóbal Esquivel y Marmolejo quien la usó como almacén; la edificación abarcaba desde la cuadra del Sable (actualmente llamada Comonfort) hasta la cuadra de los Siete Vicios (actualmente llamada Belisario Domínguez). Isabel Urruchúa y Marmolejo la vendió a inicios del siglo XIX al sacerdote José María Velarde quien la usó como casa de recaudación del diezmo de los fieles católicos. 
En 1851, tras la muerte del presbítero José María Velarde, el inmueble se convirtió en "hospicio de pobres" quedando el extremo oriente como casa cuna al cuidado de las Hermanas de la Caridad. En 1870, José María de Jesús Diez de Sollano y Dávalos, el primer obispo de León, dispuso que en el extremo poniente se creara un Monte de Piedad y un hospital que reemplazó al de San Juan de Dios. Tras tensiones entre las autoridades civiles y el clero, el gobierno ordenó el cierre del hospital, Monte de Piedad y casa cuna el 15 de junio de 1878, quedando la finca abandonada.
En 1899 se encargó a Herculano Ramírez el reacondicionamiento: se reconstruyó su frente y se adaptó su fondo, para ser inaugurado como cárcel municipal el 27 de octubre de 1902. El 31 de julio de 1986 la cárcel fue movida a la carretera León-Cuerámaro, donde actualmente reside. El edificio queda abandonado, la comunidad teatral local lo ocupa como lugar de ensayos y representaciones.
A partir de 1991, nuevamente restaurado el edificio, alojó a la Biblioteca Wigberto Jiménez Moreno. La biblioteca ofreció sus servicios de manera gratuita a la comunidad y realizó eventos culturales periódicamente. Su acervo contaba con más de 170,000 volúmenes y un catálogo en línea. 
De 1994 a 1999 el edificio alojó al Instituto Municipal de Planeación y la Dirección de Desarrollo Urbano Municipal. 
En 2000 se otorgó la custodia del edificio al Instituto Cultural de León, instalando sus oficinas en el edificio. Se le conoce como el Centro Cultural Octavio Paz.
El 15 de agosto de 2006 se convierte en la nueva sede de la Escuela de Música Silvino Robles. La biblioteca Wigberto Moreno se mudó al Fórum Cultural Guanajuato. La escuela de música comparte el edificio con la Escuela Superior de Artes Plásticas Antonio Segoviano (ESAP). Sus espacios están habilitados como salas de exposiciones.
En 2012 cambia la sede del Instituto Cultural de León y de la Escuela de Música quedando el edificio ocupado solo por la Escuela de Artes Plásticas.
Desde el 3 de marzo de 2015 alberga al Museo de las Identidades Leonesas.